# Biržai (stacja kolejowa)
Biržai – stacja kolejowa w miejscowości Birże, w okręgu poniewieskim, na Litwie. Stacja znajduje się na wąskotorowej linii Poniewież – Birże.
Od 7 listopada 1996 budynek dworca znajduje się w Rejestrze dóbr kultury. 

## Linie kolejowe
- Linia Poniewież – Birże